# Die Mute
Die Mute is een 2398 meter hoge bergtop in de Stubaier Alpen in het Oostenrijkse Tirol.
De berg ligt nabij het wintersportoord Kühtai in de gemeente Silz. De bergtop ligt als een ronde heuvel net ten westen van de dam van het stuwmeer Speicher Finstertal. Boven op de top is een gipfelkreuz geplaatst. Die Mute is de huisberg van de berghut Dortmunder Hütte (1949 m.ü.A.), die in het Nedertal ten westen van Kühtai langs de Kühtaistraße (L237) gelegen is. De top van de berg is makkelijk te bereiken via de geasfalteerde weg naar het Speicher Finstertal.